# Victor la Cour
Victor Dornonville de la Cour (født 15. januar 1843 i København, død 29. juni 1926) var en dansk officer, bror til Charles og Eugen la Cour.
Han var søn af officeren Niels la Cour og Emilie Antoinette Bruun, gik 1847-49 i pogeskole, 1850 i Friis' Realskole og 1851-58 i det von Westenske Institut. La Cour aflagde i oktober 1858 adgangseksamen til Landkadetakademiet og blev i 1860 sekondløjtnant ved 5. dragonregiment i Randers, med hvilket han deltog i 2. Slesvigske Krig i 1864. Han gennemgik 1863 et fire måneders kursus ved Det gymnastiske Institut i København og 1865-67 den militære manege. 1867 blev han premierløjtnant og tog dernæst på en seks ugers rejse til Paris. I årene 1867-75 stod han for gymnastikundervisningen i Randers Latinskole og blev kammerjunker 1869.
Victor la Cour blev så i 1875 overflyttet til 4. dragonregiment i Næstved og i 1877 beordret til tjeneste i Krigsministeriets 3. kontor. Han blev 1878 ritmester og ansattes som eskadronschef ved 4. dragonregiment i Næstved, men forblev indtil en tid til tjeneste i Krigsministeriet. 1882-83 var han forstander for rytteriets sekondløjtnants-, sergent- og korporalskole i Randers og blev februar 1883 Ridder af Dannebrog. I august-september samme år blev la Cour sendt til Frankrig som repræsentant for det danske rytteri ved kavaleri-manøvrerne under general Gaston de Galliffet ved Mourmélon le grand og Châlons-sur-Marne. Dette år blev han også under sit ophold i Frankrig ridder af Æreslegionen.
Efter hjemkomsten blev han optaget som medlem af en kommission for tilvejebringelsen af et udkast til et nyt skydereglement for rytteriet og blev i slutningen af oktober 1885 forsat til 5. dragonregiment i Randers for som ritmester til rådighed for regimentet atter at være forstander for rytteriets sekondløjtnants-, sergent- og korporalskole. På rejsen fra Næstved til Randers blev han imidlertid opholdt i København, fordi Krigsministeriet ønskede, at han indgik i det nyoprettede militære Gendarmerikorps. Han blev stillet til rådighed for korpsets chef, medvirkende ved dets organisation over hele landet i november-december samme år og forblev derefter tjenestegørende på korpsets kontor i København samt ledsagede chefen på hans inspiceringer.
Victor la Cour forfremmedes i oktober 1887 til oberstløjtnant i rytteriet og chef for det nævnte Gendarmerikorps og forblev i denne stilling ind til korpsets ophævelse i 1894. Han blev Dannebrogsmand 13. februar 1891. Foruden et par mindre rejser til Norge i somrene 1888 og 1893 foretog han i sommeren 1892 med understøttelse fra Krigsministeriet en 9 ugers rejse til Tyskland, Østrig og Schweiz for sin sundheds skyld. 5. april 1894 fik han afsked med ventepenge, men forestod ikke desto mindre i løbet af 1894 Gendarmerikorpsets afvikling og bistod i foråret 1895 Generalstaben ved organisationen af et feltgendarmeri, som skulle oprettes ved mobilisering. Han måtte i 1895 anlægge sag mod Finansministeriet for at få udbetalt de ventepenge, som han var lovet, men som var nægtet udbetalt i henhold til afstemning i Rigsdagen, og han vandt sagen.
Samme år blev han genudnævnt til oberstløjtnant i rytteriet med sin tidligere aldersorden og stillet til rådighed for 1. generalkommando i København. I vinteren 1895-96 var la Cour formand i en kommission, der skulle afgive betænkning om furagering for hærens heste, og den vedtagne indstilling blev taget til følge. 18. april 1896 blev han chef for 2. dragonregiment i Odense og blev 16. december samme år oberst. Han valgtes i 1897 til formand for Odense garnisons officersforening og samme år til formand for den da nyoprettede Fyens Væddeløbsforening. Han besøgte i september 1898 i spidsen for en deputation af 2. dragonregiments officerer efter indbydelse den svenske lejr på Ljungbyhede i Skåne. Samme år i december 1898 blev han derfor kommandør af den svenske Sværdordens 2. klasse, og den 15. februar 1899 blev han desuden Kommandør af Dannebrog af 2. grad. I sommeren dette år var han atter på en 6 ugers sundhedsrejse til Tyskland og Østrig med statslig understøttelse. Han førte i august 1899 rytterbrigade i nogle dages rytterøvelser med 2., 3. og 5. dragonregiment og deltog i kantonnementsøvelser 1900 i egenskab af kampdommer. 1901 modtog han den russiske St. Anna-ordens 2. klasse (kommandørkorset), blev i 1902 sat til rådighed for 1. generalkommando i København og modtog sin afsked i nåde med pension efter ansøgning og på grund af alder i marts 1903 og blev samtidig udnævnt til Kommandør af 1. grad af Dannebrog. Efter sin pensionering foretog han rejser til Tyskland sommeren 1906 og 1907.
Gift 24. juli 1870 i Randers med Agnes Louise Møller (7. november 1847 i Flensborg – 30. august 1888 i København), datter af toldkontrollør Svend Christian Møller og Nielsine Vestine Buch. Parret havde 4 børn.